# Yuvalıdam, Mutki
Yuvalıdam là một xã thuộc huyện Mutki, tỉnh Bitlis, Thổ Nhĩ Kỳ. Dân số thời điểm năm 2011 là 1.093 người.